# Toloella eximia
Toloella eximia (лат.) — вид аранеоморфных пауков из подсемейства Amycinae семейства пауков-скакунов (Salticidae), единственный в роде Toloella.

## Распространение
На данный момент вид является эндемиком Панамы.